# Раміро Корралес
Раміро Корралес (англ. Ramiro Corrales, нар. 12 березня 1977, Салінас) — американський футболіст мексиканського походження, що грав на позиції захисника.
Виступав, зокрема, за клуби «Нью-Йорк Метростарс» та «Сан-Хосе Ерзквейкс», а також національну збірну США.

## Клубна кар'єра
На відміну від багатьох американських футболістів, Корралес не грав за університетські команди, а відразу почав виступати за професіональний клуб, «Каліфорнія Джагуарс», що грав у USISL Pro League, третьому за рівнем дивізіоні США.
У 1996 році Корралес в результаті 1996 MLS Supplemental Draft був придбаний «Сан-Хосе Клеш». 28 квітня в матчі проти «Лос-Анджелес Гелаксі» Раміро дебютував в MLS. 9 вересня в поєдинку проти «Тампа-Бей М'ютені» він забив свій перший гол за Сан-Хосе. У своєму дебютному сезоні Корралес забив один гол та зробив один асист, зігравши 11 матчів. Наступного сезону він зіграв у 14 іграх, але голів не забивав.

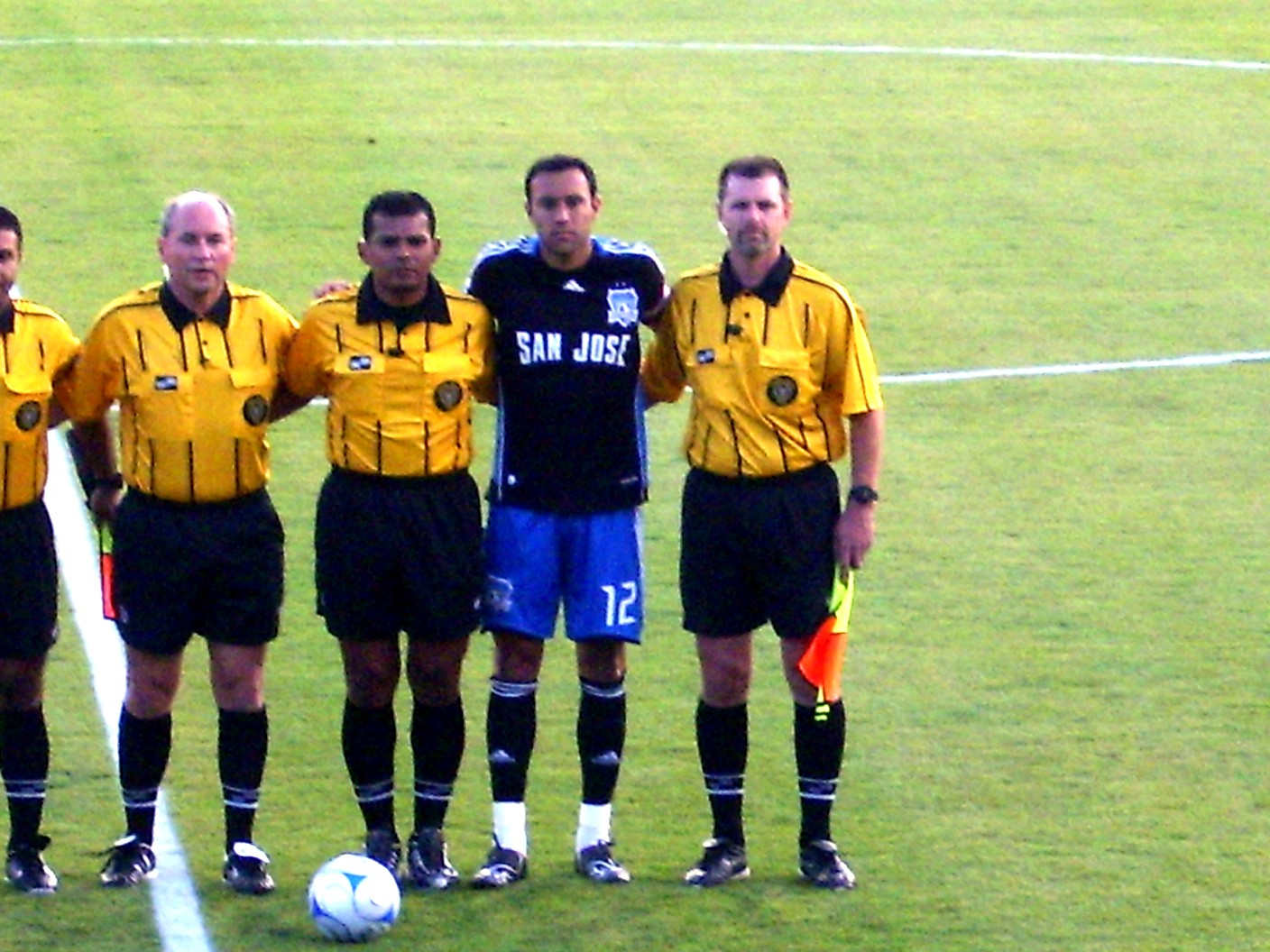
Раміро Корралес (другий праворуч) у 2008 році.

У листопаді 1997 року Корралес в результаті Драфту розширення MLS був взятий новачком ліги клубом «Маямі Ф'южн». Втім у новій команді закріпитись не зумів, через що грав у команді MLS Pro-40 в другому дивізіоні, а в червні 1998 року перейшов у «Нью-Йорк Метростарс» в обмін на Карлоса Парру. У 1998 році Корралес зіграв у 3 матчах за нью-йоркців, віддавши одну гольову передачу. У сезоні 1999 року Корралес став основним гравцем, провівши в цілому 31 матч і став другим у команді за часом на полі із 1460 хвилинами. У сезоні 2000 року Корралес грав менше, оскільки відлучався на матчі олімпійської збірної США, які пройшла олімпійську кваліфікацію та футбольний турнір Літньої Олімпіади 2000 року. Корралес закінчив сезон двома результативними передачами у двадцяти двох зіграних матчах.
У 2001 році Корралес за права на воротаря Пола Графера повернувся до клубу із Сан-Хосе, який змінив назву на «Сан-Хосе Ерзквейкс». Там Раміро став невід'ємною частиною команди тренера Френка Єллопа, яка виграла Кубок MLS 2001 та 2003 років.
У 2005 році Корралес вирішив спробувати свої сили за межами США і підписав угоду на три роки з норвезьким клубом «Гамаркамератене». Він був підписаний, щоб грати центрального півзахисника в клубі, але він в основному грав як лівий захисник, іноді його використовували як лівого півзахисника. У сезоні 2006 року в матчі проти «Старта» він зі штрафного забив свій перший гол у Тіппелізі. За підсумками того сезону клуб зайняв передостаннє 13 місце і покинув вищий дивізіон, а Корралес був названий найкращим гравцем команди.
5 січня 2007 року Раміро перейшов у «Бранн», але вже 9 лютого Корралес був висланий з Норвегії Норвезьким управлінням імміграції через те, що він грав увесь сезон 2006 року без дозволу на роботу. Справа була вирішена 14 березня, коли Норвезька комісія з питань апеляції на імміграцію (UNE) надала Корралесу новий дозвіл на роботу. Корралес, якого переслідували травми, зіграв за сезон лише 17 матчів за клуб і забив гол, допомігши привести «Бранн» до першого чемпіонського титулу з 1963 року. Втім після тренувального матчу США проти Швеції в січні 2008 року Раміро відмовився повернутися в Берген, оскільки йому не подобається погода в місті, хоча згодом заявив, що прийме переїзд до Осло, де клімат більш сухий, ніж у Бергені.
В результаті у січні 2008 року Корралес повернувся до «Сан-Хосе Ерзквейкс», за який відіграв ще шість сезонів і після уходу 2009 року Ніка Гарсії, Корралес став капітаном команди. У 2012 році він допоміг команді виграти регулярний чемпіонат США, MLS Supporters' Shield, за що був обраний комісаром МЛС Доном Гарбером для участі у грі MLS All Star 2012, де зіграв протягом 35 хвилин у матчі проти «Челсі» після того, як на 56-ій хвилині замінив свого товариша по «Сан-Хосе» Джастіна Морроу.
У матчі проти «Х'юстон Динамо» в 2013 році він досяг показника в 300 матчів у MLS, ставши лише 21-м гравцем в історії чемпіонату, який досяг цієї позначки. Крім того Корралес був останнім активним гравцем MLS, який грав ще у дебютному сезоні турніру 1996 року. Корралес зіграв свою останню гру 26 жовтня 2013 року проти «Далласа», вийшовши в основі, і на 69-й хвилині його провели з оваціями стоячи. Корралес передав пов'язку капітана Крісу Вондоловскі, що символізувало перехід капітанства на наступний сезон саме Крісу.

## Виступи за збірні
1997 року у складі молодіжної збірної США Корралес взяв участь у молодіжному чемпіонаті світу в Малайзії.
У 2000 році Раміро в складі олімпійської збірної США взяв участь в Олімпійських іграх в Сіднеї. На турнірі він зіграв у матчах проти команд Чехії та Іспанії і зайняв з командою 4-те місце.
16 жовтня 1996 року дебютував в офіційних іграх у складі національної збірної США в товариському матчі проти збірної Перу. Протягом кар'єри у національній команді, яка тривала до 2008 року, провів у її формі 6 матчів.

## Титули і досягнення
- Володар Кубка MLS (2):

«Сан-Хосе Ерзквейкс»: 2001, 2003
- Володар MLS Supporters' Shield (1):

«Сан-Хосе Ерзквейкс»: 2012
- Чемпіон Норвегії (1):

«Бранн»: 2007